# Nieciecz-Dwór
Nieciecz-Dwór – wieś sołecka w Polsce położona w województwie mazowieckim, w powiecie sokołowskim, w gminie Sabnie. Ma status sołectwa. Mimo że Nieciecz Dwór i Nieciecz Włościańska stanowią odrębne sołectwa to są one praktycznie jedną miejscowością.
W latach 1975–1998 miejscowość administracyjnie należała do województwa siedleckiego.
Wierni wyznania rzymskokatolickiego zamieszkali w miejscowości należą do parafii Niepokalanego Poczęcia Najświętszej Maryi Panny w Niecieczy.